# Dannelbourg
Dannelbourg là một xã trong vùng Grand Est, thuộc tỉnh Moselle, quận Sarrebourg, tổng Phalsbourg. Tọa độ địa lý của xã là 48° 44' vĩ độ bắc, 07° 14' kinh độ đông. Dannelbourg nằm trên độ cao trung bình là 305 mét trên mực nước biển, có điểm thấp nhất là 219 mét và điểm cao nhất là 362 mét. Xã có diện tích 2,95 km², dân số vào thời điểm 2005 là 470 người; mật độ dân số là 162,1 người/km². Xã nằm khoảng 14 km về phía đông của Sarrebourg. Dannelbourg thuộc Pháp từ năm 1661.

## Thông tin nhân khẩu
| 1962 | 1968 | 1975 | 1982 | 1990 | 1999 |
| ---- | ---- | ---- | ---- | ---- | ---- |
| 320  | 346  | 349  | 393  | 445  | 479  |